# Compsibidion multizonatum
Compsibidion multizonatum là một loài bọ cánh cứng trong họ Cerambycidae.